# BMW HP2-serie
De HP2-serie is een serie motorfietsen van het merk BMW.

## Voorgeschiedenis
De Firma HPN Motorradtechnik GmbH in Seibersdorf was eerder verantwoordelijk geweest voor de ombouw van de BMW machines voor de Dakar-rally, waaronder de R900RR, maar bouwde daarnaast BMW's, ook met de motoren uit de R 1200-serie, om tot enduromotor. Er werden daarvoor eigen frames ontwikkeld.

## HP2-serie
In 2005 bracht BMW de eerste van deze serie op de markt. "HP" stond voor High Performance, "2" voor tweecilinder. High Performance stond op zijn beurt niet voor enorme prestaties van de motoren, maar meer voor de gebruikte, vaak peperdure materialen en de constructie. Het waren extravagante machines, die puur als hobbyobject bedoeld waren. BMW liet, althans waar het de HP2-serie betrof, haar “Form follows function-filosofie” helemaal varen. De HP2-serie diende geen enkel doel behalve puur plezier maken. In eerste instantie kwam alleen de HP2 Enduromachine uit, waarvan BMW een gelimiteerd aantal van 5.000 stuks wilde produceren.

## HP2 Enduro
De HP2 was een enduromotor, en wordt, om het onderscheid met latere modellen te maken, ook wel HP2 Enduro genoemd. Het was een zeer "basic" motorfiets, waar veel werk aan gedaan was om zo veel mogelijk gewicht te besparen. Daarom waren er ook nauwelijks accessoires beschikbaar, zoals bijvoorbeeld een kofferset, of handvatverwarming. De HP2 Enduro werd door de pers slecht ontvangen. De lichte enduromarkt werd beheerst door KTM. De HP2 Enduro werd door BMW in de markt gezet voor de in Duitsland populaire GCC Enduro sport. De machine was daar uitstekend geschikt voor. Simo Kirssi en Christian Pfeiffer reden op de BMW HP2 en zorgden voor successen in deze klasse. KTM kwam in 2006 in deze zware klasse als antwoord op de HP2 uit met de 950 Super Enduro. De HP2 was droog 175kg, waar de KTM 190kg droog op de schaal zette. De HP2 had met 105pk ook wat meer vermogen dan de 98pk van de KTM en met 115Nm veel meer koppel dan de 77Nm van de KTM. 
Door het beperkte productie aantal, minder dan 5000, zijn de prijzen van de HP2 Enduro wereldwijd snel aan het stijgen en wordt het gezien als een cult bike.

### Motor
De tweecilinderboxermotor was overgenomen van de R 1200-serie, maar ook hier was gewicht bespaard, door de balansas te laten vervallen. Uiteraard had de machine brandstofinjectie, die werd aangestuurd door het BMS-K-motormanagementsysteem. De motor leverde iets meer vermogen dan die van de R 1200 GS. De hele machine woog inclusief brandstof en olie slechts 195 kg.

### Rijwielgedeelte

#### Frame
Het vakwerkframe was vrijwel ongewijzigd overgenomen van het frame dat eerder door HPN was ontwikkeld. De motor had geen dragende functie, de achterbrug scharnierde in het frame.

#### Aandrijflijn
De machine had zoals gebruikelijk een hydraulisch bediende enkelvoudige droge plaatkoppeling, een zesversnellingsbak en cardanaandrijving.

#### Wielen en wielophanging
Voor de HP2 Enduro waren door toeleverancier Behr speciale wielen ontwikkeld waarbij vooral het grote 21" voorwiel opviel. De HP2 Enduro was alleen leverbaar met kruisspaakwielen. De paraleverachtervork was verstevigd en 30 mm verlengd ten opzichte van de R 1200 GS. De achterschokdemper was speciaal ontwikkeld in samenwerking met Continental AG en werkte enkel op lucht, waardoor hij minder gevoelig was voor hoge temperaturen. De achterdemper kon op druk gebracht worden met een normale fietspomp. Vanaf de zitplaats kon de bestuurder op een waterpas aan het frame aflezen of de demperdruk voldoende was. Aan de voorkant was de telelevervork, die te zwaar zou zijn en te weinig veerweg had, vervangen door een Marzocchi Upside Down-voorvork met 270mm-veerweg en verstelbare in- en uitgaande demping.

#### Remmen
Zowel vóór als achter was een enkele schijfrem toegepast. Een antiblokkeersysteem was niet leverbaar. Het voetrempedaal had een extra opklapbaar deel dat gebruikt kon worden voor terreingebruik, waarbij de bestuurder staande op de motorfiets toch makkelijk kon remmen.

#### Kritiekpunten
De HP2 Enduro was in feite een erg beperkte motorfiets, die alleen in het terrein goed bruikbaar was. Daarvoor was het motorblok echter weer te hoogtoerig en het koppelgebied te beperkt. Bovendien was de gearing erg lang, waardoor met name in het terrein de keuze van de juiste versnelling lastig was. Snel rijden in het terrein was alleen weggelegd voor zeer ervaren terreinrijders, die dan nog het probleem hadden dat ze in bochten hun been niet konden uitsteken vanwege de plaatsing van de beide cilinders. Het uitvoeren van een panic rev, het corrigeren van de motor in de lucht, resulteerde in ernstig scheeftrekken vanwege het kantelmoment van de langsgeplaatste krukas. De motorfiets was erg licht voor een 1200, maar wie voor zijn plezier wilde terreinrijden had natuurlijk een ruime keuze aan enduromotoren die vele tientallen kilo's lichter waren. Het weggedrag op asfalt was acceptabel, maar kon de vergelijking met andere BMW-modellen (met name de R 1200 GS) niet aan. De brandstoftank was met zijn 13 liter erg klein. De zithoogte van 920 mm was enorm, en zelfs een (optioneel) 2 cm lager zadel hielp niet echt.

## HP2 Megamoto
In 2007 werd de HP2-serie aangevuld met de Megamoto, een supermotard die het in deze categorie moest opnemen tegen de Ducati Hypermotard en de KTM Supermoto R. De HP2 Megamoto was in deze categorie met groot verschil de duurste machine op de markt, maar leverde met 123 (gemeten) krukas-pk’s verreweg het meeste vermogen. Bovendien sprak het exclusieve ontwerp veel klanten aan. De machine was volgehangen met dure componenten, zoals veer-/dempereenheden van Öhlins, een volledig instelbare Marzocchivoorvork en Brembo-remmen. Ook was er veel carbonfiber toegepast.

### Motor
De motor was identiek aan die van de originele HP2 Enduro, maar leverde meer vermogen (113 pk). Standaard was een Akrapovic uitlaatdemper gemonteerd. Bij metingen leverde de motor zelfs 123,5 pk bij 7.500 tpm.

### Rijwielgedeelte

#### Frame
Het frame was nagenoeg identiek aan het vakwerkframe van de HP2 Enduro.

#### Aandrijflijn
Ook in de aandrijflijn zaten ten opzichte van de HP2 Enduro vrijwel geen wijzigingen.

#### Wielen en wielophanging
Ook bij de Megamoto was de telelevervork weggelaten, maar ditmaal was een Upside Down voorvork van het Zweedse merk Öhlins toegepast. De toegepaste gietwielen kwamen van de K 1200-serie. De luchtschokdemper van de HP2 Enduro, die niet goed functioneerde, werd vervangen door een Öhlins hydraulische demper.

#### Remmen
De Megamoto had vóór twee 320mm-schijfremmen met Brembo-dubbelzuigerremklauwen. Achter zat een enkele 265mm-schijf, ook met een dubbelzuiger remklauw.

## HP2 Sport
De HP2 Sport was rechtstreeks afgeleid van de R 1200 S SportBoxer die in 2007 als enduranceracer was ingezet. Het was dan ook een uitermate sportieve motorfiets geworden. Zo was het roestvrijstalen uitlaatsysteem onder het motorblok door getrokken, om een maximale hoeveelheid grondspeling te creëren. De stroomlijn bestond uit een op het eerste gezicht onderbroken tophalf en een onderkuip, waarbij veel gebruikgemaakt was van carbonfiber. Daardoor waren zowel de bovenkuip als het zitgedeelte zelfdragend en was daarvoor geen extra framedeel nodig. De machine was bestemd voor de openbare weg, maar was feitelijk raceklaar: de kentekenplaat c.q achterlichthouder kon snel verwijderd worden, het schakelpatroon kon omgedraaid worden (bij wegracers gebruikelijk) en er was zelfs een quickshifter om sneller te schakelen. Het dashboard had geen normale snelheidsmeter of toerenteller, maar bestond uit een digitaal schermpje dat kon worden ingesteld op ”road” of “race”. In de ”road” stand werd het toerental, de snelheid, de tijd en de gereden kilometers (dagteller) weergegeven, in de ”race” stand werd informatie gegeven over rondetijden, aantal gereden ronden, hoeveel keer geschakeld, laagste en hoogste gereden snelheid, maximum toerental. Deze informatie kon ook met een laptop worden uitgelezen. Boven het schermpje was een rij lampjes aangebracht, die, afhankelijk van een gekozen instelling, als toerentalindicator of als schakelindicator konden dienen.

### Motor
De tweecilinderboxermotor was flink onder handen genomen en had nu voor het eerst dubbele bovenliggende nokkenassen gekregen. Via een ketting vanaf de bekende hulpas (onder de krukas) werden beide nokkenassen aangedreven, maar de aandrijving moest daarvoor in de cilinderkoppen zelf een hoek maken, via kunststof kettinggeleiders. Bovendien waren radiale kleppen toegepast, die het mogelijk maakten de verbrandingsruimte bolvormiger te maken waardoor een betere verbranding ontstond. Het principe van radiaal geplaatste kopkleppen is bij veel fabrikanten toegepast, maar wordt vaak losgelaten vanwege de ingewikkelde constructie en daardoor hoge kosten. Door de meer bolvormige verbrandingsruimten waren er ook geen Twin Spark koppen meer nodig en kon met één bougie per cilinder worden volstaan. In het uitlaatsysteem was vlak vóór de dempers een elektronisch bekrachtigde klep aangebracht, om toch met een lichte absorptiedemper te kunnen voldoen aan de geluidsnormen.

### Rijwielgedeelte
Hoewel de machine als sportmotor zo licht mogelijk geconstrueerd was, waren er op ergonomisch gebied toch veel mogelijkheden alles aan te passen. De voetsteunen waren zelfs excentrisch te verstellen, waarbij ook het schakel- en rempedaal versteld werd. De koppelings- en remhendels waren ook verstelbaar.

#### Frame
In tegenstelling tot de andere HP2-modellen miste de HP2 Sport een groot deel van het vakwerkframe. Dat had alles te maken met de aanwezigheid van een nieuwe telelevervork, zoals die ook bij de SportBoxer gebruikt was. Deze vork belast het voorframe aanmerkelijk minder met allerlei krachten, waardoor alleen nog enkele steunen voor de bovenzijde van het balhoofd nodig waren. De paraleverachtervork scharnierde wel nog in een klein vakwerk achterframe dat boven en onder aan het motorblok bevestigd was.

#### Aandrijflijn
Zoals gebruikelijk was een enkelvoudige droge plaatkoppeling gebruikt, gekoppeld aan een zesversnellingsbak die uitgevoerd was met een quickshifter. Daardoor kon er geschakeld worden zonder het gas dicht te draaien of de koppeling te gebruiken. Elektronisch werden de ontsteking en de brandstofinjectie bij het aanraken van het schakelpedaal even onderbroken of verminderd, waardoor de tanddruk in de versnellingsbak wegviel en er geschakeld werd. Binnen een fractie van een seconde was er geschakeld en stond het vermogen er weer vol op. Door het koppelingshendel te bedienen werd het systeem uitgeschakeld. Voor racedoeleinden kon het schakelpatroon (één naar beneden en de rest omhoog) omgedraaid worden. De secundaire aandrijving verliep uiteraard via een cardanas.

#### Wielen en wielophanging
Opvallend was dat de telelevervoorvork op deze machine weer gebruikt werd. Hij was wel aangepast aan de Brembo Monobloc radiale remklauwen. De draagarmen waren zwart gespoten zodat ze nauwelijks opvielen. Zowel vóór als achter was een dure maar kwalitatief goede Öhlins Gold-schokdemper gebruikt. Achter was uiteraard de enkelzijdige paraleverwielophanging toegepast. De wielen leken op die van de K 1200-serie, maar waren niet gegoten. Het waren gesmede aluminiumwielen. Als banden waren Metzeler Racetec K3 of Dunlop Sportmax Qualifier D 209's gemonteerd. Deze banden waren goedgekeurd voor gebruik op de weg, maar bedoeld voor het circuit.

#### Remmen
Voor wat betreft de remmen profiteerde de HP2 Sport mee van de ontwikkelingen die gedaan waren voor de SportBoxer enduranceracer. Vóór waren radiale remklauwen gemonteerd, voorzien van stalen remleidingen. Optioneel was een antiblokkeersysteem leverbaar, dat special voor deze machine was ontwikkeld. Het was afgestemd op sportief gebruik, maar voorkwam ook het “liften” van het achterwiel, doordat sensors bepaalden wanneer de druk op het achterwiel te laag werd. Het antiblokkeersysteem was uitschakelbaar. Achter was een dubbelzuiger remklauw toegepast.

#### Kritiekpunten
Hoe duur de HP2 Sport ook was, en ondanks alle dure en superlichte materialen, hij kon qua vermogen en gewicht niet tippen aan machines als de Ducati 1098, de KTM RC 8 of de Buell 1125 R. Dat had alles te maken met het feit dat BMW zijn boxermotoren niet wilde uitrusten met vloeistofkoeling, waardoor het vermogen beperkt bleef. Voor BMW speelde dat ook geen grote rol. Grotere vermogens waren beschikbaar in de K 1200-serie en bovendien stond de S 1000 RR superbike op stapel. De HP2 Sport was bedoeld als “hebbeding”, een exclusieve, snelle motor die ook op het circuit kon worden gebruikt.

## HP2 Sport Enduranceracer
De HP2 Sport was een evolutie van de R 1200 S SportBoxer die in 2007 had deelgenomen aan een aantal enduranceraces. Ook in 2008 nam BMW deel aan deze races, met een machine die veel op de SportBoxer leek, maar nu als “HP2 Sport” door het leven ging. Er zijn niet veel bijzonderheden bekend, maar wel dat deze motorfiets een externe brandstofpomp had (buiten de tank liggend) waardoor het volume van de brandstoftank wat groter werd. Verder was een titanium uitlaatsysteem gemonteerd, dat ca. 8 pk vermogenswinst opleverde. De telelevervoorvork had een grotere balhoofdhoek en er waren snelsluitingen aangebracht om het wiel snel te kunnen wisselen.

## Technische gegevens
|                  | HP2 Enduro                             | HP2 Megamoto                           | HP2 Sport                              | HP2 Sport Enduranceracer               |
| ---------------- | -------------------------------------- | -------------------------------------- | -------------------------------------- | -------------------------------------- |
| Periode          | 2005-2007                              | 2007-                                  | 2008-                                  | 2008-2009                              |
| Categorie        | enduromotor                            | supermotard                            | sportmotor                             | enduranceracer                         |
| Motortype        | OHC motor                              | OHC motor                              | DOHC motor                             | DOHC motor                             |
| Bouwwijze        | langsgeplaatste tweecilinderboxermotor | langsgeplaatste tweecilinderboxermotor | langsgeplaatste tweecilinderboxermotor | langsgeplaatste tweecilinderboxermotor |
| boring           | 101 mm                                 | 101 mm                                 | 101 mm                                 | 101 mm                                 |
| slag             | 73 mm                                  | 73 mm                                  | 73 mm                                  | 73 mm                                  |
| Cilinderinhoud   | 1.170 cc                               | 1.170 cc                               | 1.170 cc                               | 1.170 cc                               |
| Max. Vermogen    | 75,4 kW/103 pk bij 7.000 tpm           | 83 kW/113 pk bij 7.500 tpm             | 99 kW/133 pk bij 8.750 tpm             | ca. 104 kW/141 pk                      |
| Max. Koppel      | 115 Nm bij 5.500 tpm                   | 115 Nm bij 6.000 tpm                   | 115 Nm bij 6.000 tpm                   | onbekend                               |
| Aandrijving      | cardanaandrijving                      | cardanaandrijving                      | cardanaandrijving                      | cardanaandrijving                      |
| Rijwielgedeelte  | vakwerkframe                           | vakwerkframe                           | vakwerkframe                           | vakwerkframe                           |
| Drooggewicht     | 175 kg                                 | 178 kg                                 | 178 kg                                 | onbekend                               |
| Rijklaar gewicht | 195 kg                                 | 210 kg                                 | onbekend                               | onbekend                               |
| Tankinhoud       | 13 liter                               | 13 liter                               | 16 liter                               | onbekend                               |
| Voorganger       | geen                                   | geen                                   | R 1200 S                               | R 1200 S SportBoxer                    |
| Opvolger         | geen                                   |                                        |                                        | S 1000 RR                              |